# Годфри Браун
Артур Годфри Килнер Браун  (енгл. Arthur Godfrey Kilner Brown) британски је атлетичар, специјалиста за трчање на 400 метара. Његова сестра била је атлетичарка Одри Браун.

## Каријера
Пажњу на себе је скренуо победом на Првенству Уједињеног Краљевства 1936. на 440 јарди. Изабран је за учешће на Олимпијским играма 1936, где у полуфиналу трке на 400 метара са 47,3 истрчава нови европски рекорд. Два сата касније, у финалу, Годфри Браун осваја олимпијско сребро са 46,7; поправља европски рекорд и за само две десетинке секунде заостаје за америчким тркачем Арчијем Вилијамсом и светским рекордом. Злато је освојио са штафетом 4 × 400 м коју су поред њега чинили Фредерик Волф, Годфри Ремплинг и Вилијам Робертс. Трчали су за две секунде боље од друпласиране штафете САД.
Године 1937. Горфри Браун ја на Међународним студентским спортским играма у Паризу (претечама данашње Универзијаде) освојио три златне медаље на 400 м, те штафетама на 100 и 400 метара. Победник је националог првенства на 440 јарди у 1938. по други пут у каријери, а освојио је и титулу на 400 м на 2. Европском првенству на отвореном у Паризу исте године. Такође је добио и сребрну медаљу са штафетома 4 × 400 м где је Уједињено Краљевство било испред Немачке.
Године 1939. Браун је победио на 880 јарди и освојио своју трећу националну титулу.